# Leib Kvitko
Pour les articles homonymes, voir Kvitko.
Leib Kvitko, ou Leyb Moiseyevich Kvitko, ou Lev Moïsseïevitch Kvitko (en russe : Лев (Лейб) Моисеевич Квитко), né le 11 novembre 1890 dans le village de Goloskovo (aujourd'hui en Ukraine) et mort le 12 août 1952 à Moscou, est un écrivain  soviétique de langue yiddish.
Poète, il fut un des auteurs juifs soviétiques les plus populaires de contes pour enfants. Il fut membre du Comité antifasciste juif (CJA).

## Biographie
Né en Ukraine dans un shtetl, il va à l'école religieuse et devient orphelin jeune. Il publie ses premiers poèmes en 1917, lorsqu'il déménage à Kyiv et prend part au "Groupe de Kiev".
Entre 1921 et 1925, il vit en Allemagne où il rejoint le Parti Communiste, travaille pour le bureau commercial soviétique et publie des poèmes. Craignant d'être arrêté, il retourne en URSS en 1925 et travaille à Kharkiv comme ouvrier. Il poursuit sa carrière littéraire avec de nombreuses publications jeunesse, ainsi que des poèmes dans différents journaux. Il s'installe à Moscou en 1936, où il rejoint le CJA en 1939.
Arrêté le 23 janvier 1949, il fut condamné le 18 juillet 1952 pour « trahison » et exécuté à Moscou le 12 août 1952 en même temps que 12 autres membres du CJA, dans ce qui est connu comme la « Nuit des poètes assassinés ».
Il a été réhabilité le 22 novembre 1955.

## Galerie

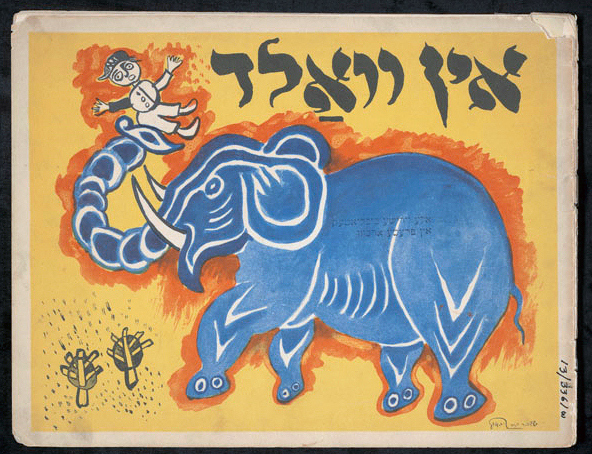
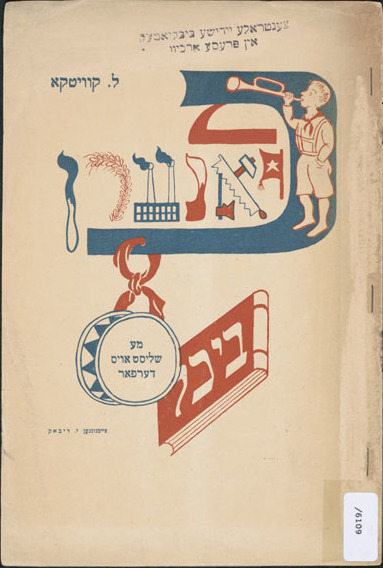
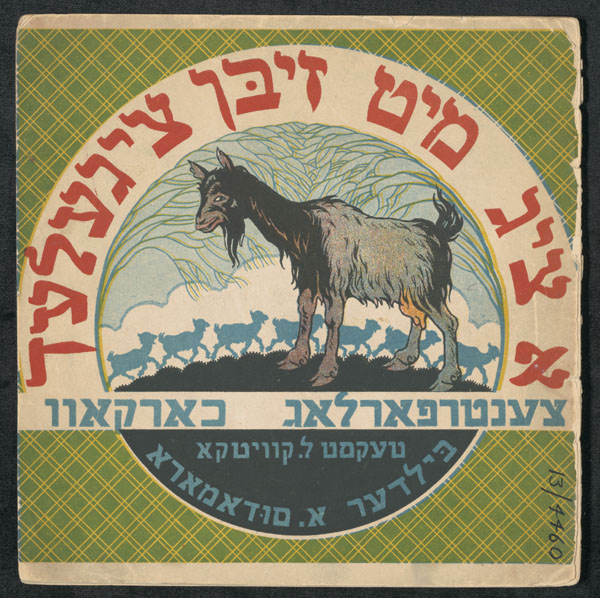
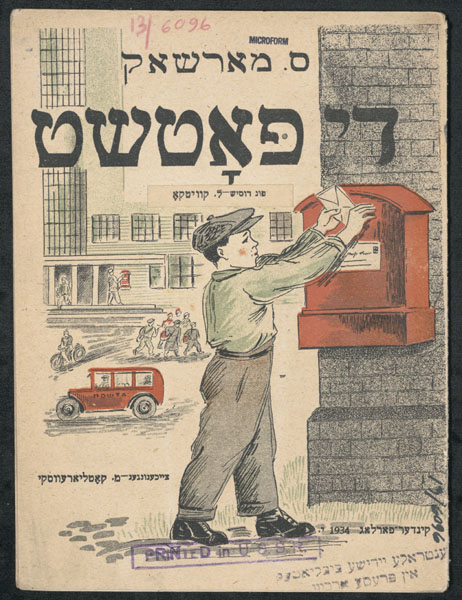

## Œuvres
- Le Livre noir, participation avec 39 autres écrivains à ce recueil de textes et de témoignages réunis par Ilya Ehrenbourg et Vassili Grossman